# Иванова, Лидия Павловна
Ли́дия Па́вловна Ивано́ва (1915—1979) — новатор сельского хозяйства, бригадир бригады доярок в учебном хозяйстве «Караваево» Костромского района Костромской области.
Дважды Герой Социалистического Труда (1948, 1951).

## Биография
Родилась 4 (17) марта 1915 года в деревне Ивашково ныне Красносельского района Костромской области.
Член КПСС с 1942 года.
Работала бригадиром бригады доярок в учхозе «Караваево» Костромской области с 1932 по 1965 годы.
В 1952 г. в её бригаде надой молока от коровы составил 6674 кг.
С 1965 года на пенсии.
Умерла 18 мая 1979 года.

## Награды
- Дважды Герой Социалистического Труда:
  - 25.08.1948 и 03.12.1951 — за высокие показатели в животноводстве.
- Награждена 4 орденами Ленина, медалями СССР, а также медалями ВСХВ и ВДНХ (в том числе большой золотой, малой золотой, большой серебряной).

## Память
В 1963 году на площади центральной усадьбы совхоза был установлен бронзовый бюст героини.